# Nefó d'Alexandria
Nefó d'Alexandria va ser patriarca Ortodox d'Alexandria de l'any 1366 al 1385.
Va residir a Constantinoble. Va signar el protocol contra Pròcor i Cidoni, seguidors de Barlaam de Seminara i Gregori Acindí, condemnats per l'Església Ortodoxa. L'any 1367 va rebre, juntament amb els altres primats de l'Església Ortodoxa, una carta del papa Urbà V buscant la reunificació amb l'Església Llatina.